# Bodens tingsrätt
Bodens tingsrätt var en tingsrätt i Norrbottens län med kansli i Boden. Tingsrättens domsaga omfattade kommunerna Boden och Jokkmokk. Tingsrätten och dess domsaga ingick i domkretsen för Hovrätten för Övre Norrland. Tingsrätten upphörde den 28 januari 2002 och domstolen och dess domsaga delades i två delar: Bodens kommun överfördes till Luleå domsaga och Jokkmokks kommun till Gällivare domsaga.

## Administrativ historik
Vid tingsrättsreformen 1971 bildades denna tingsrätt i Boden av häradsrätterna för Bodens tingslag och Jokkmokks tingslag. Domkretsen bildades av Bodens domsaga. 1971 omfattade domsagan Bodens och Jokkmokks kommuner. 
28 januari 2002 upphörde Bodens tingsrätt och av dess domsaga fördes Bodens kommun till Luleå domsaga och Jokkmokks kommun till Gällivare domsaga. 
Tingsrätten hade, förutom i Boden, även tingsställe i Jokkmokk.

## Lagmän
- 1971-1972: Olof Östberg
- 1973-1979: Birger Vallgårda
- 1979-1995: Roland Wallström
- 1995-2002 Göran Ekman tillförordnad[4]